# NSO Group
NSO Group est une entreprise israélienne de sécurité informatique fondée en 2010 par Niv Carmi, Shalev Hulio et Omri Lavie,.
En juillet 2021, une collaboration internationale de journalistes d’investigation révèle avec le Projet Pegasus, que l'entreprise a développé Pegasus, un logiciel espion sophistiqué utilisé par des dizaines de pays.
Parmi les cibles espionnées à travers le monde avec ce logiciel, il est dénombré des journalistes, des opposants politiques, des militants des droits de l'homme, des chefs d'entreprises, des ministres, et des chefs d'États,.
NSO est implantée à Herzliya en Israël.

## Histoire
L'entreprise est fondée en 2010 par Niv Carmi, Shalev Hulio et Omri Lavie, ce dernier investira plus tard dans Candiru. Les initiales de leurs prénoms forment le sigle NSO.
Les trois fondateurs sont des vétérans de l'Unité 8200. Elle regroupe l'élite du renseignement militaire israélien, et est responsable du renseignement d'origine électromagnétique.
NSO Group fabrique et commercialise des équipements de pointe destinés à lutter contre le terrorisme et le crime organisé. En particulier, elle vend le logiciel espion Pegasus aux organisations étatiques. Chaque exportation doit être approuvée par le ministère israélien de la Défense.
Son ancien président du bureau dirigeant était le général en retraite Avigdor Ben-Gal, ancien responsable d'Israel Aircraft Industries dans les années 1990.
La société débute en étant financée par un groupe d'investisseurs menés par Eddy Shalev, un partenaire dans le fonds d'investissement Genesis Partners. Le groupe y investi 1,8 million de dollars pour 30 % des parts de la société.
En 2014, la société américaine Francisco Partners (en) rachete NSO Group pour 145 millions de dollars. La société Circles, fondée en 2008, est acquise en 2014 par Francisco Partners, puis filialisée à NSO Group. Circles est une entreprise de surveillance qui exploiterait les faiblesses des infrastructures de télécommunications pour la téléphonie mobile. Ses outils permettent d'espionner les appels, les Short Message Service (SMS) et la localisation des téléphones en exploitant les vulnérabilités du Signaling System 7 (SS7) sans déposer d'agents sur les téléphones mobiles,,.
En 2015, une rumeur dit que la société cherche à vendre NSO Group un milliard de dollars.
En 2016, NSO Group est contrôlée majoritairement par la firme britannique Novalpina Capital,.
Le 14 février 2019, deux de ses fondateurs — Shalev Hulio et Omri Lavi — rachètent une participation majoritaire (60 %) de l'entreprise à Francisco Partners pour un milliard de dollars, soutenus dans cet achat par un autre fonds de capital-investissement, européen : Novalpina Capital, spécialisé dans les investissements dans des entreprises controversées. Hulio et Lavie apportent 100 millions de dollars, Novalpina acquérant la part restante de la participation majoritaire, valorisant ainsi la société à environ 1 milliard de dollars. Dès le lendemain de l'acquisition, Novalpina tente de se justifier en répondant aux préoccupations soulevées par le Citizen Lab par courrier affirmant sa conviction que NSO opère avec assez d'intégrité et de prudence.
En 2019, NSO Group recrute, en tant que conseiller principal, l'ancien diplomate Gérard Araud, ambassadeur de France, afin de « conseiller l'entreprise sur la façon de protéger les droits de l'homme et la vie privée ». Gérard Araud, épinglé pour sa collaboration avec NSO, quitte NSO en septembre 2020.
En 2021, Le PDG de NSO, Shalev Hulio, suggère à BRG que l'entreprise devrait améliorer sa situation financière en commençant à vendre ses produits à des clients à haut risque auparavant jugés inacceptables ; mais BRG s'y oppose catégoriquement tout en reconnaissant que vendre à des clients à haut risque serait le seul moyen réaliste de maintenir les opérations commerciales de NSO.

- En juillet 2021, après un différend personnel non résolu entre les cofondateurs de Novalpina Capital, les investisseurs de Novalpina retirent à Novalpina Capital le contrôle de ses actifs (y compris NSO).

- En novembre 2021, NSO Group est placé sur liste noire par le département du Commerce des États-Unis, au motif d'activités « contraires à la sécurité nationale », et car ses logiciels, Pegasus notamment, « ont aussi permis à des États étrangers a étendre leur répression au-delà de leurs frontières, une pratique des gouvernements autoritaires visant des dissidents, des journalistes et des activistes à l'étranger pour réduire au silence toute opposition. Ces pratiques menacent l'ordre international ». Une enquête révéle en outre que des personnels d'ambassades américaines ont été ciblés par Pegasus. 

- Le 22 novembre 2021, l'agence de notation Moody's dégrade de deux niveaux la dette de NSO Group, estimant que l'entreprise « est très dépendante de nouvelles ventes de licences, qui semblent de plus en plus difficiles à réaliser étant donné les actions en cours contre NSO ». NSO Group a alors une dette d'environ 450 millions d'euros. 
En décembre 2021, 80 organisations de défense des droits de l'Homme demandent à l'Union européenne (UE) et à ses pays membres de sanctionner NSO Group et d'interdire l'utilisation de Pegasus. Ceci met fin au projet d'Hulio qui était de scinder l'entreprise en deux pour augmenter les ventes aux alliés occidentaux d'Israël et pénétrer le marché des forces de l'ordre américaines (potentiellement le plus lucratif) en contournant les sanctions américaines. Selon le Financial Times, NSO semble alors abandonnée par le gouvernement israélien jusqu'alors très favorable à l'entreprise, en raison d'une prolifération d'entreprises israéliennes proposant des technologies comparables (dont certaines créées par d'anciens employés de NSO). Dans un dossier judiciaire, BRG décrit NSO comme devenu « sans valeur » pour ses bailleurs de fonds privés ; et en décembre 2021, dans une lettre adressée aux actionnaires majoritaires de NSO, un groupe de créanciers de NSO le juge insolvable.
En février 2022, le parlement européen crée une commission d'enquête sur l'utilisation du logiciel espion Pegasus par certains États de l'UE. Il souhaite également mettre sur liste noire NSO Group. 
En juin 2022, selon Intelligence Online, le Washington Post, The Guardian et Haaretz, fragilisé dans son modèle économique par les sanctions américaines, NSO Group est entré en négociation avec un groupe américain L3 Harris (fusion de L3 Technologies et Harris) en vue d'un rachat, ce qui inquiète la Maison-Blanche,. Cette opération est finalement bloquée par le gouvernement américain. 
En août 2022, NSO Group, en grave difficulté financière, se sépare de son patron et fondateur Shalev Hulio et d'une centaine d'employés sur un effectif de sept cents personnes. Le numéro 2 de la société, Yaron Shohat, directeur des opérations, prend la tête de l'entreprise. La société annonce une réorganisation de ses activités et veut concentrer ses ventes auprès des pays membres de l'Organisation du traité de l'Atlantique nord (OTAN),.
En 2021, le chiffre d’affaires annuel de NSO group est estimé à 230 millions de dollars. En cas de condamnation financière définitive dans les procédures en cours,  l’exécution du jugement fragiliserait la société.

## Produits

### Logiciel espion Pegasus
Pegasus est un logiciel espion visant les smartphones, développé par NSO et vendu à des États, théoriquement pour cibler des terroristes ou des criminels. Plusieurs enquêtes, menées par des journalistes et des ONG, indiquent que celui-ci a été utilisé à des multiples reprises pour espionner des journalistes, des opposants politiques et des militants des droits de l'homme.
Selon le Financial Times, en 2019, Pegasus est la source d'environ 75 % du chiffre d'affaires de NSO.

### Autres  produits

#### Landmark
NSO commercialise également un logiciel nommé Landmark qui permet de suivre la localisation GPS de téléphones, et qui représente environ 10 % du chiffre d'affaires de l'entreprise. Enfin, elle vend des camionnettes équipées de matériel informatique permettant la récupération des données d'une cible, elles aussi à la source d'environ 10% du chiffre d'affaires de NSO.

#### Circles
Circles, filiale de NSO, propose un service de géolocalisation de téléphone mobile à partir de son seul numéro de téléphone en exploitant une faille de sécurité dans le protocole Signaling System 7 (SS7) si elle dispose d'un accès au réseau (elle peut aussi capter les SMS, et les appels téléphoniques).

## États clients
L'entreprise NSO Group, qui revendique une quarantaine de clients étatiques en 2021, travaille en relation avec le gouvernement israélien qui délivre les autorisations d’exportation.
Les clients de Circles seraient des organisations étatiques (25 clients auraient été identifiés par Citizen Lab dont la Belgique, le Danemark, l'Estonie et la Serbie).
Parmi les États qui utiliseraient le logiciel Pegasus figurent l'Allemagne, l'Espagne, l'Arabie saoudite, l'Azerbaïdjan, Bahreïn, les Émirats arabes unis, la Hongrie, l'Inde, le Kazakhstan, le Maroc, le Mexique, le Panama, la Pologne, le Ghana, le Rwanda et le Togo,,,,,,. En septembre 2022, au total, vingt-six pays sont clients de NSO group pour l'utilisation de ce logiciel.
Approchés par NSO dès 2019, les services de renseignement français sont intéressés par Pegasus. La décision de ne pas l'acheter est prise en haut lieu fin 2020.
Selon The New York Times, le Federal Bureau of Investigation (FBI) achete en 2019 une licence d'une version dédiée de Pegasus pour le tester, sans donner suite au projet après les révélations journalistiques du projet Pegasus en 2021. L’entreprise NSO développe une version du logiciel pour ses éventuels clients américains baptisée « Phantom » permettant de cibler les téléphones américains. Le 27 mars 2023, le président américain, Joe Biden, prend un décret limitant l’achat et l’utilisation de logiciels espions privés par toutes les branches et agences gouvernementales américaines visant en particulier le logiciel Pegasus.
Mubadala Capital, une société de portefeuille d'État d'Emirati est l'un des plus grands investisseurs du groupe Israélien NSO depuis 2019, a utilisé pour retracer les téléphones des journalistes, des activistes des droits de l'homme et de l'épouse du souverain de Dubaï.
En mars 2023, onze pays, les États-Unis, la France, l’Australie, le Canada, le Costa Rica, le Danemark, la Nouvelle-Zélande, la Norvège, la Suisse, la Suède, et le Royaume-Uni publient un engagement commun visant à encadrer et limiter la « prolifération » de logiciels espions commerciaux comme Pegasus.
Un rapport d’Amnesty International dénonce l’achat de logiciels espions par l’Indonésie depuis 2017. Ce pays a déployé plusieurs logiciels espions provenant d’Israël, de l’Union européenne et de Malaisie. En 2024, selon le quotidien Haaretz, NSO Group n’a plus de contrats en cours en Indonésie.

## Liens avec l'État d'Israël

### Service de renseignement, police
NSO group recrute des hackeurs auprès de l'unité 8200, unité de renseignement de l'armée d'Israël, et travaille en « symbiose avec le gouvernement israélien ». Celui-ci, en retour, délivre à l'entreprise les autorisations de vente des logiciels. NSO Group est au cœur d'une politique d'influence auprès des états clients,,.
Le quotidien Calcalist, soutient que la police israélienne est cliente de NSO group pour le logiciel Pegasus depuis 2013,.

### Exportateur de technologies de surveillance
Une enquête du journal israélien Haaretz, qui s’appuie sur plus de cent sources de quinze pays, montre de quelle façon Israël s’est imposé comme l’un des plus importants exportateurs de technologies de surveillance et logiciels espions. Plusieurs sociétés israéliennes, dont NSO Group, Verint Systems ou Circles Technologies, sont citées.
En novembre 2021, Israël annonce réduire la liste des pays qui pourront bénéficier des logiciels de surveillance de ses entreprises, ce qui devrait accentuer la crise à laquelle NSO Group fait face.

### Outil diplomatique
Pendant des années, Israël a utilisé des logiciels NSO en tant outil d'influence pour faciliter les relations avec les gouvernements, tels que les Émirats arabes unis, Bahreïn et l'Arabie saoudite.
Selon la journaliste Suraya Dadoo, les logiciels espions sont au cœur des ambitions politiques israéliennes en Afrique : ils ont permis à Tel-Aviv de se faire accepter sur un continent où Israël était autrefois marginalisé sur le plan diplomatique. Il est à ce titre intéressant de noter que le Maroc, peu après sa normalisation historique avec l'État hébreu, est devenu le premier état client de la société israélienne NSO.
La fourniture du logiciel Pegasus à plusieurs pays africains aurait été utilisée comme monnaie d’échange par Tel-Aviv pour obtenir un soutien à sa candidature au statut d’observateur auprès de l’Union africaine. Une position convoitée depuis près de deux décennies par Israël, obtenue en juillet 2021 après l’accréditation du président de la Commission de l’Union africaine, Moussa Faki.

## Controverses
L'utilisation de logiciels développés et commercialisés par NSO Group est controversée. L'entreprise revendique une utilisation légale. En pratique ils sont utilisés par des agences de renseignements étatiques, parfois de dictatures, pour espionner des journalistes, des opposants politiques et des militants des droits de l'homme comme révélé depuis l'année 2015 en particulier pour le logiciel Pegasus.
Dès 2012, l'utilisation des logiciels de surveillance de NSO est connue, le gouvernement du Mexique déclare avoir signé un contrat de 20 millions de dollars avec NSO Group. En 2015, lors de la publication des emails de l'entreprise Hacking Team, il est révélé que NSO Group était fournisseur de technologies de surveillance au gouvernement du Panama. Le contrat est sujet à une enquête de l'agence anti-corruption panaméenne après publication de ces informations.
En 2019, WhatsApp accuse le NSO Group de pirater 1 400 de ses utilisateurs, incluant des journalistes, des militants des droits de l'homme et des responsables diplomatiques. L'entreprise a blâmé ses clients gouvernementaux pour les abus. Les autorités d'Arabie saoudite, des Émirats arabes unis, de Bahreïn, du Kazakhstan, du Maroc et du Mexique font partie des clients, selon le Citizen Lab, bien que la société ait refusé de donner leur nom,,.
En juillet 2021, Le Monde rapporte que le président de la République française Emmanuel Macron et 14 ministres français avaient été signalés comme ciblés potentiellement par le Maroc. Cependant, les autorités marocaines nient l'utilisation de Pegasus et affirment que l'allégation était « infondée et fausse ».

## Poursuites judiciaires
En mai 2019, Amnesty International engage une action judiciaire contre le ministère de la Défense israélien pour lui demander d’annuler l'autorisation d'exportation accordée à NSO Group, pour mettre fin au système de surveillance créé par NSO Group.
En octobre 2019, WhatsApp filiale de Facebook, à la suite de son enquête menée en collaboration avec le laboratoire de recherche en cybersécurité canadien Citizen Lab, poursuit en justice NSO Group devant la cour fédérale de San Francisco. Facebook déclare avoir identifié une vulnérabilité zero-day dans la plate-forme de messagerie de WhatsApp, et accuse NSO Group de l'avoir exploitée pour pirater des utilisateurs du service de messagerie chiffré. Une infiltration de 1 400 téléphones a été menée à travers le monde contre des militants des droits humains, des journalistes et des dissidents politiques,,. En décembre 2024, la société NSO Group est reconnue coupable par la justice américaine d'avoir utilisé une faille de sécurité pour installer le logiciel espion Pegasus. John Scott-Railton, expert travaillant au Citizen Lab, estime que la décision de la justice américain est « historique », avec « d’énormes implications pour l’industrie des logiciels espions », qui jusqu'à présent déclinait toute responsabilité sur l'utilisation faite par leurs clients de leurs outils de piratage. L'expert indique que la décision américaine montre au contraire que NSO Group a violé de nombreuses lois. En mai 2025, NSO Group est condamnée, en première instance, à verser 168 millions de dollars à Meta pour piratage via l’application WhatsApp.
En juillet 2021, à la suite des révélations journalistiques du projet Pegasus, plusieurs personnes morales et physiques effectivement espionnées ou sélectionnées pour un espionnage potentiel déposent ou annoncent déposer plainte en France.
En novembre 2021, Apple porte plainte contre NSO Group, fabricant du logiciel espion Pegasus. NSO exploite les failles de sécurité des logiciels d'Apple pour infecter les téléphones mobiles de la marque avec le logiciel espion Pegasus qu’elle vend à des États.
L’affaire entraîne de multiples enquêtes judiciaires et parlementaires, et des sanctions internationales, notamment une inscription sur la liste noire du département du commerce des États-Unis, ce qui interdit aux entreprises américaines de conclure des contrats avec NSO avant d'avoir obtenu l'accord des autorités américaines,. Une plainte déposée aux États-Unis estime que NSO Group a violé la loi américaine, puisque son logiciel a été utilisé pour accéder illégalement à des données stockées sur les serveurs d’Apple en Californie.